# アンノウン (雑誌)
『アンノウン』（Unknown）は、1939年から1943年にかけて発行されたアメリカ合衆国のパルプ・マガジン。
ファンタジー小説誌であり、ジョン・W・キャンベルによって編集されていた。
『アンノウン』は、同じくキャンベル編集の『アスタウンディング』誌と密接な提携関係にあり、多くの小説家やイラストレーターが両方の雑誌に寄稿をしていた。
SF誌『アスタウンディング』との関係を踏まえて、『アンノウン』に載る作品は単なるファンタジーでなくSFとの混合的なスタイルが取られた。
多くの作品は2つの類型に分けられる。
第一が、「伝統的なファンタジーの創造物が予期せぬ状況（ユーモラスな状況が設定されることもしばしばであった）に置かれたらどうなるか」を話作りの土台とするもの。
第二が、異世界（ただし異常な世界ではない）を描き出すことを主題とするものであった。
例えばディ・キャンプの"Nothing in the Rules"はある水泳団のマネージャーが人魚をチームに入れて試合に勝とうとする物語である。
伝統的なファンタジーの設定を、それとは正反対の科学と論理を用いて表現しようとする作品もあった。
ディ・キャンプの「ハロルド・シェイ」シリーズは北欧神話などの伝統的なファンタジーの世界を舞台とするが、そこを支配する規則は数理論理学である。
『アンノウン』は、伝統的なファンタジーの主題を使ったSFも掲載している。
例えばジャック・ウィリアムスンの『エデンの黒い牙』は狼男の実在を物語の前提としているが、この作品における狼男は超自然の存在ではなく、伝説的な知見が全て合理的に説明されるのである。

## 出版歴
1939年の創刊号から1940年末まで、『アンノウン』は月刊を基本に刊行された。1941年2月号から隔月刊となる。
1940年2月号から1941年8月の間は『アンノウン・ファンタジー・フィクション』（Unknown Fantasy Fiction）の題で刊行され、その後は『アンノウン・ワールズ』（Unknown Worlds）として知られた。
最後の数号は経費節約のために表紙絵を省かれた。
戦時の紙不足により、1943年10月号を最後に廃刊を余儀なくされた。累計号数は40となった。

## 代表的な掲載作品
- 『エデンの黒い牙』（Darker than you think、ジャック・ウィリアムスン）
- 「月のさやけき夜に」（When It Was Moonlight、マンリー・ウェイド・ウェルマン）
- "The Book of Ptath" （A・E・ヴァン・ヴォークト）
- "Prelude To Armageddon" （クリーヴ・カートミル）
- 『神々の角笛（ハロルド・シェイ 1）』（The Roaring Trumpet、L・スプレイグ・ディ＝キャンプ&フレッチャー・プラット）
- 『妖精郷の騎士（ハロルド・シェイ 2）』（The Mathematics of Magic、ディ・キャンプ&プラット）
- 『鋼鉄城の勇士（ハロルド・シェイ 3）』（The Castele of Iron、ディ・キャンプ&プラット）
- "The Gnarly Man" （ディ・キャンプ）
- 『闇よ落ちるなかれ』（Lest Darkness Fall、ディ・キャンプ）
- "Divide And Rule" （ディ・キャンプ）
- "The Wheels of If" （ディ・キャンプ）
- "Trouble with Water" （ホレース・ゴールド）
- "The Ultimate Egoist" （シオドア・スタージョン）
- 「それ」（It、シオドア・スタージョン）
- 「魔法株式会社」（Magic, Inc.、ロバート・A・ハインライン）
- 「スナルバグ」（Snulbug、アンソニー・バウチャー）
- "Fear" （L・ロン・ハバード）
- "Slaves of Sleep" （L・ロン・ハバード）
- "Typewriter in the Sky" （L・ロン・ハバード）
- 「エタオイン・シュルドゥル（別題：諸行無常の物語）」（Etaoin Shrdlu、フレドリック・ブラウン）
- 「地獄は永遠に」（Hell is Forever、アルフレッド・ベスター）
- "Fruit of Knowledge" （C・L・ムーア）
- "The Refugee" （ジェイン・ライス）
- 「ファファード&グレイ・マウザー」シリーズの初期作品（フリッツ・ライバー）
- 『超生命ヴァイトン』（Sinister Barrier、エリック・フランク・ラッセル）

また『アンノウン』はライバーを"Two Sought Adventure"で、スタージョンを「裏庭の神様」で、ジェイムズ・H・シュミッツを「緑の顔」で、デビューさせた雑誌でもある。
なおキャンベル門下生の一人であるアイザック・アシモフも何度も本誌に投稿したがなかなか採用されず、ようやく採用された作品「著者よ!著者よ!」（『アシモフ初期作品集3 母なる地球』所収）も雑誌廃刊により掲載に至らず、後年アンノウン傑作選アンソロジーでようやく日の目を見たという逸話がある。

## 推薦資料
- Mike Ashley, "Unknown" in the Encyclopedia of Fantasy (1997).
- Malcolm J. Edwards, "Unknown" in the Encyclopedia of Science Fiction (1993).
- Stefan R. Dziemianowicz, The Annotated Guide to "Unknown" and "Unknown Worlds" (1991).
- Fred Smith, Once There Was a Magazine: A Personal View of "Unknown" and "Unknown Worlds" (2002).